# Spišský hrad
Spišský hrad (Hongaars: Szepesvár; Duits: Zipser Burg) is een kasteelruïne in het oosten van Slowakije en behoort tot de grootste kasteellocaties van Centraal-Europa. De ruïne ligt in de regio Spiš bij het dorpje Žehra en nabij Spišské Podhradie.
Spišský hrad staat op de UNESCO werelderfgoedlijst, waaraan het in 1993 samen met de aangrenzende plaatsen Spišská Kapitula, Spišské Podhradie en Žehra werd toegevoegd. Het kasteel trekt jaarlijks ongeveer 170.000 bezoekers (2006).

## Geschiedenis
Spišský hrad is in de twaalfde eeuw gebouwd op dezelfde plek waar eerder een Slavisch kasteel stond en halverwege de veertiende eeuw verder uitgebouwd. In de vijftiende eeuw veroverde Ján Jiskra van Brandýs het kasteel, en hij bouwde het uit tot de huidige omvang.
Dit kasteel was tussen de 12e eeuw en de 16e eeuw het bestuurscentrum van het Hongaarse comitaat Szepes, vanaf de 13e eeuw gezamenlijk met Levoča, Levoča bleef dit tot 1920.
In 1460 kwam het kasteel in het bezit van de Hongaarse koning, die het vier jaar later aan de familie Zápolya schonk, die het kasteel tot 1528 bezat. Van 1531 tot 1635 was Spišský hrad in handen van de Slowaakse adellijke familie Thurzó, die het kasteel verbouwden in Renaissance-stijl. In 1638 bemachtigde de familie Csáky het kasteel en aan het begin van de zeventiende eeuw werden de tot dan toe losstaande gebouwen met elkaar verbonden. Omdat het kasteel door moderne oorlogstechnieken niet langer verdedigbaar was en ook als woonoord te onaangenaam werd, verliet de familie Csáky het kasteel.
In de achttiende eeuw werd Spišský hrad als gevolg van meerdere branden verwoest. In 1945 werd de ruïne door de Tsjechoslowaakse staat aan zichzelf toegeëigend en later werd het deels gereconstrueerd en is er uitgebreid archeologisch onderzoek verricht.

## Trivia
De kasteelruïne is regelmatig gebruikt als filmlocatie, onder andere voor Dragonheart (1996), Kull the Conqueror (1997), The Lion in Winter (2003) en The Last Legion (2007).

## Galerij

Spišský hrad
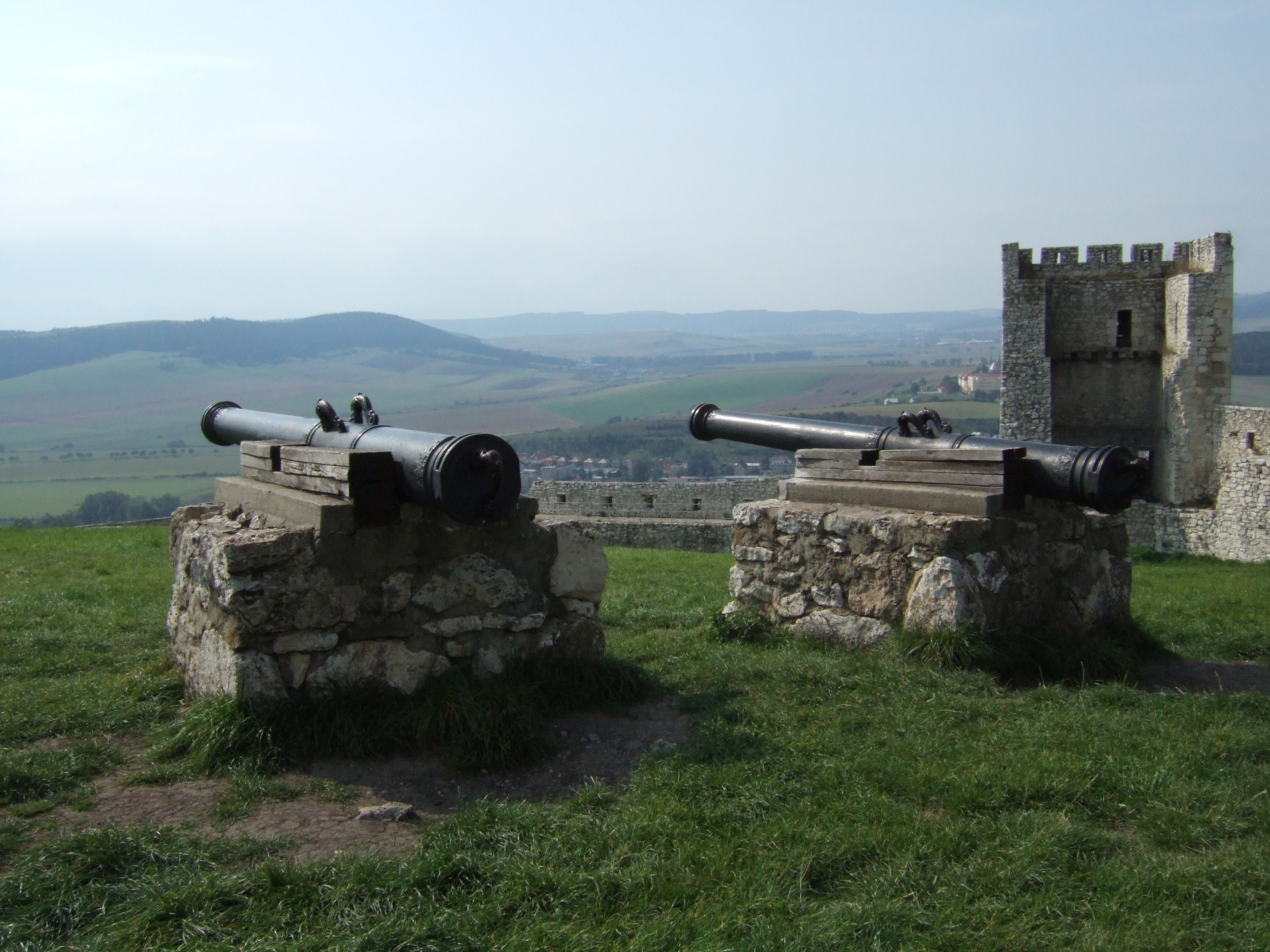
Kanonnen
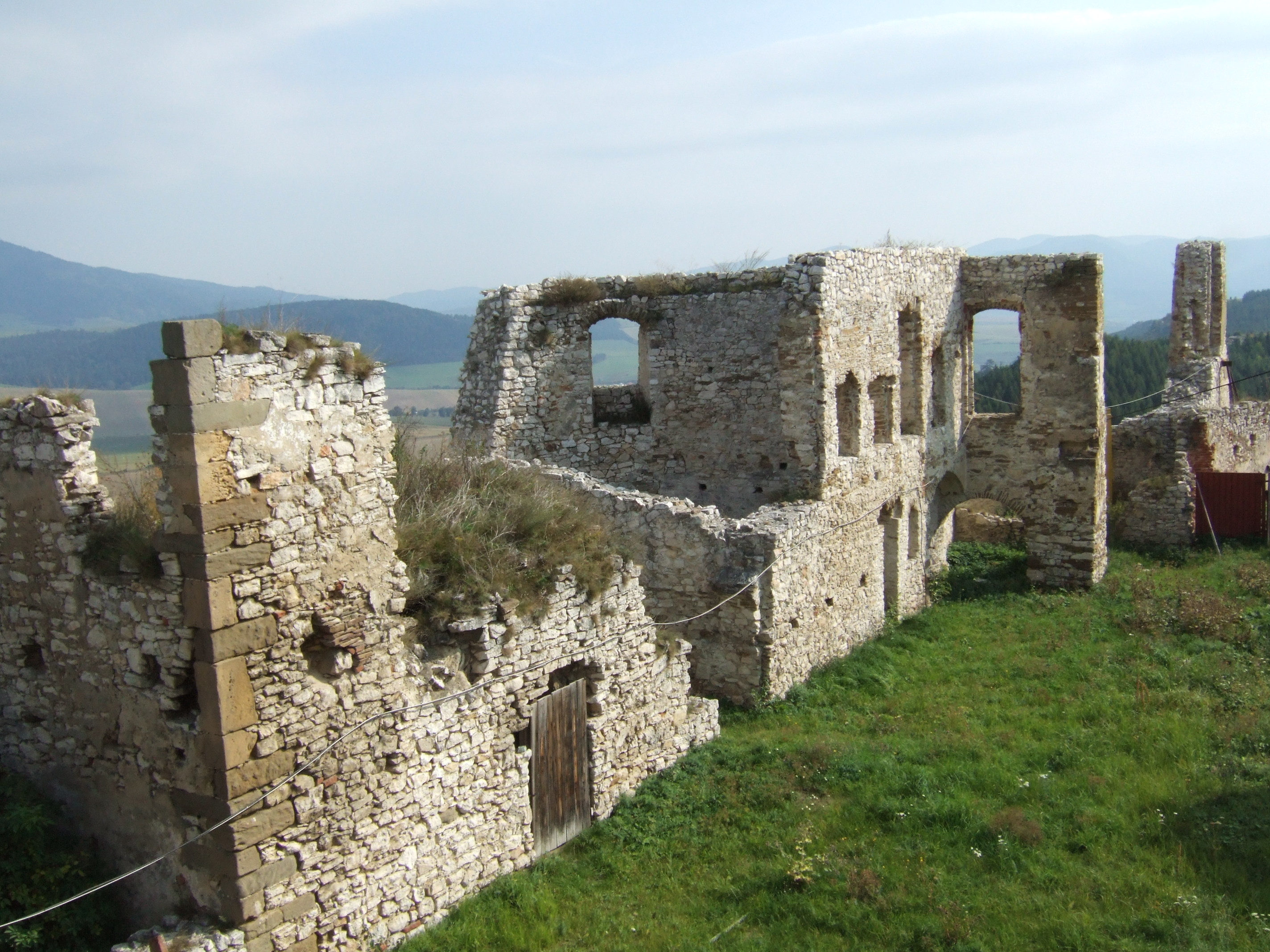
Muurrestanten